# Melitaea postvirgilia
Melitaea postvirgilia är en fjärilsart som beskrevs av Ruggero Verity 1950. Melitaea postvirgilia ingår i släktet Melitaea och familjen praktfjärilar. Inga underarter finns listade i Catalogue of Life.